# Петър Савинов
Петър Христов Савинов е български фотограф и общественик от Македония.

## Биография
Петър Савинов е роден в град Охрид, тогава в Османската империя, в стар български охридски род - Никола Савинов е гръцки учител в града в първата половина на XIX век. Брат му Гурко Савинов е деец на Вътрешната македоно-одринска революционна организация. Петър Савинов започва да се занимава с фотография и става виден охридски фотограф. Снима различни части от Македония, които съставят ценен архив. Петър Савинов работи за вестниците „Целокупна България“ и „Пелистерско ехо“, като освен за Охрид, публикува пътеводители за Павел баня и Рилския манастир. В София Савинов поставя първата по рода си изложба на фотографии на Рилския манастир.
Жени се за австрийката Кете, която по-късно е преводачка в немското командване в Охрид, с която имат две деца. След като Охрид попада в Югославия, семейството бяга в Свободна България, но се завръща в родния Охрид по време на българското управление във Вардарска Македония (1941 – 1944). Петър и Кете Сивинови имат големи заслуги за спасяването на Охрид от опожаряване в края на Втората световна война, тъй като подпомагат заедно с останалите охридчани да избягат и се скрият от немски плен няколко български войници. В резултат Кете е затворена в концлагер в 1944 година, а Петър успява да избяга в Свободна България с двете им деца. След дълги усилия и настоявания от Петър Савинов, Кете е освободена и изпратена в София, където семейството се установява.
Изключително ценният архив на Савинов се съхранява в Централния държавен архив в София, където е дарен от техните дъщеря и син. В този архив се съхраняват снимки, негативи и фотографски плаки от цяла Македония и от Охрид, заснети от Петър Савинов като професионален фотограф. Петър и Кете Савинови са герои в романа на Серафим Северняк „Охридска балада“ и в снимания по него игрален филм „Спасението“, като ролята на Савинов се изпълнява от Марин Янев.